# Bazilica Santa Croce din Florența
Bazilica Santa Croce este un lăcaș de cult din Florența. Edificiul este cunoscut datorită faptului că adăpostește mormintele unor personalități ca Michelangelo, Galileo Galilei, Gioachino Rossini ș.a.